# Südosteuropa Mitteilungen
Die Südosteuropa Mitteilungen (SOM) sind eine interdisziplinäre Fachzeitschrift, die seit 1961 von der Südosteuropa-Gesellschaft herausgegeben wird. 
Die Zeitschrift veröffentlicht vorwiegend sozialwissenschaftliche, aber auch historische und philologische Analysen zu den Ländern Südosteuropas, Dokumente und Quellen zu relevanten Entwicklungen in der Region sowie Rezensionen aktueller Literatur. Daneben wird über aktuelle Veranstaltungen, Studienangebote, Stipendien und Forschungsprojekte Themen berichtet. Die SOM hat eine verkaufte Auflage von mehr als 1.000 Exemplaren.
Aktueller Chefredakteur ist Hansjörg Brey.